# جيري لين (مصارع محترف)
جيري لين (بالإنجليزية: Jerry Lynn)‏ هو مصارع محترف أمريكي، ولد في 12 يونيو 1963 في منيابولس في الولايات المتحدة.

## وصلات خارجية
- جيري لين على موقع CageMatch worker (الإنجليزية)
- جيري لين على موقع قاعدة بيانات المصارعة على الإنترنت (الإنجليزية)
- جيري لين على موقع عالم المصارعة على الإنترنت (الإنجليزية)
- جيري لين على موقع عالم المصارعة على الإنترنت (الإنجليزية)

- جيري لين على موقع IMDb (الإنجليزية)
- جيري لين على موقع قاعدة بيانات الفيلم (الإنجليزية)